# ダイアナ・プラザック
ダイアナ・プラザック（Diana Prazak、1979年7月20日 - ）は、オーストラリアの女子プロボクサーである。ビクトリア州メルボルン出身。現WIBA世界スーパーフェザー級王者。元WBC女子世界スーパーフェザー級王者。

## 来歴
2008年、地元のボクシングジムに入門し、アマチュアで6戦全勝を挙げオーストラリア選手権優勝も果たす。
2010年3月13日プロデビューを果たすも敗戦。
7月16日の2戦目でTKO勝利。その後は連勝を重ねる。
2011年4月10日、新設されたオーストラリア女子ライト級王座をマリン・モーガンと争い、6回TKOで獲得。
6月17日、ブロンウィン・ワイリーといずれも新設されたWIBAインターナショナル・PABA女子スーパーフェザー級王座を争い、判定でタイトル獲得成功。
9月24日、リンゼイ・ガーバットが持つWIBA世界スーパーフェザー級王座に挑み、9回TKOで王座奪取に成功。
2012年4月20日、ファトゥマ・ザリカ相手にWIBA初防衛戦を行い、判定で初防衛。
12月7日、ホリー・ホルムが持つIBA・WBF世界ジュニアウェルター級統一王座に挑むが、0-3判定負け。
2013年6月14日、スウェーデンにてWBC王者フリーダ・ウォルバーグと王座統一戦を行い、8回TKO勝利。

## 戦績
- アマチュア：6戦 6勝[2]
- 14戦 12勝（8KO） 2敗

## 獲得タイトル
- オーストラリア女子ライト級王座
- PABA女子スーパーフェザー級王座
- WIBAインターナショナルフェザー級王座
- WIBA世界スーパーフェザー級王座
- 第4代WBC女子世界スーパーフェザー級王座